# Serianthes margaretae
Serianthes margaretae é uma espécie vegetal da família Fabaceae.
Apenas pode ser encontrada na Nova Caledónia.